# 2995 Taratuta
A 2995 Taratuta (ideiglenes jelöléssel 1978 QK) a Naprendszer kisbolygóövében található aszteroida. Nyikolaj Sztyepanovics Csernih fedezte fel 1978. augusztus 31-én.